# Testament van Adam
Het Testament van Adam is een oorspronkelijk joodse pseudepigrafische tekst die wordt gerekend tot de apocalyptische literatuur. De tekst heeft drie delen: Horarium, Profetie en Hiërarchie. In de tekst worden de eerste twee delen aan Adam toegeschreven  en Adam spreekt hier dan ook in de eerste persoon. Het derde deel wordt niet aan een specifiek persoon toegeschreven. In het eerste deel spreekt Adam tegen zijn zoon Seth en onthult welk deel van de wereld op welk uur God prijst. In het tweede deel informeert Adam zijn zoon over de schepping, de zondeval en voorspelt de zondvloed en de geboorte, het lijden en de dood van Christus. Aan het eind van dit deel geeft Seth aan dat hij dit testament van zijn vader heeft opgeschreven en hij het document heeft verborgen in de Grot van de schatten. Het derde deel, de Hiërarchie, is een opsomming van de verschillende ordes van hemelse wezens (engelen, aartsengelen, machten enz.) en een beschrijving van hun rol en functie in de hemelse ordening.

## Het literaire genre
Het genre 'het testament van' had in de eerste eeuwen van de jaartelling een grote populariteit in de joodse literatuur. Het Testament van Abraham, Testament van Isaak, Testament van Jakob en het Testament van Mozes zijn enkele andere voorbeelden. In de meeste van deze teksten geven Bijbelse helden hun kinderen instructies over juist gedrag en over het handhaven van de wet van Mozes. Veel van deze oorspronkelijk joodse teksten hebben na enige tijd een aantal christelijke bewerkingen gekregen. In het Testament van Adam heeft het deel Profetie de meeste christelijke aanpassingen. Bij de beide andere delen is de christelijke aanpassing aanzienlijk minder. Met name dat deel Profetie is van een joodse midrasj over de schepping veranderd in een verdediging van de zich ontwikkelende christelijke orthodoxie van de opvatting dat Jezus de messias was. 

## Achtergrond
Het Testament van Adam is oorspronkelijk geschreven in het Syrisch. In totaal zijn acht Syrische manuscripten van het verhaal bekend. Die kunnen verdeeld worden in drie inhoudelijk enigszins verschillende recensies. Er zijn vertalingen bewaard gebleven in het Garshuni, Oudgeorgisch, Armeens, Grieks, Arabisch en Ethiopisch. Het deel Hiërarchie  is alleen beschikbaar in een Syrisch manuscript. Het verhaal had in het christelijk deel van Zuidoost-Europa, het Midden-Oosten, Egypte en Ethiopië tot in de veertiende eeuw een aanzienlijke populariteit. Uit andere Syrische bronnen is bekend dat geschreven versies van  het verhaal in Syrië al aan het eind van de vierde eeuw circuleerden.  
De drie delen van het het Testament van Adam zijn op verschillende tijdstippen geschreven, maar de laatste christelijke bewerkingen van het verhaal in de huidige vorm moeten midden tot eind derde eeuw plaats hebben gevonden. De oorspronkelijk joodse tekst moet aanzienlijk ouder zijn.  Het Horarium en de  Profetie  zouden eind eerste of begin tweede eeuw geschreven kunnen zijn. Van het  laatste deel, Hiërarchie, is de ouderdom niet goed vast te stellen maar moet wel van een latere datum zijn.

## Theologische aspecten
In het Testament van Adam  wordt God beschreven als de schepper van alles, inclusief die van duivels, engelen, goed en kwaad. Er is een allesomvattende ordening in de schepping en een juist ogenblik voor iedere functie. Het is een aspect dat ook voortkomt in de joodse wijsheidsliteratuur. 
De kosmos wordt beschreven in termen van het Oude Testament. De zondvloed wordt echter in het verhaal veroorzaakt door de dochters van Kaïn. De wereld zal na de zondvloed nog zesduizend jaar bestaan. Adam zal een god worden. Zijn zondeval wordt gezien als een ongelukkige misstap. De uiteindelijke uitkomst is echter zeker.
De hemelse ordening wordt uitvoerig beschreven. Er zijn meerdere orden van engelen. De laagste orde van engelen functioneert als wachters, bewakers van de mensen. Engelen van een hogere orde bewaken de toegang tot de hemel en de troon van God die wordt gedragen door cherubijnen. Serafim zijn de directe dienaren van God in de troonzaal. Aartsengelen bewaken de rest van de schepping. Archonten zijn verantwoordelijk voor het weer. Er zijn machten die heersen over de hemellichamen. Andere machten verhinderen dat demonen de wereld en de mensheid vernietigen. Weer andere machten hebben een vorm van autoriteit over koninkrijken en kunnen beslissen over nederlaag dan wel overwinning in veldslagen.

## Relatie met andere literatuur
Ondanks de christelijke bewerkingen is het Testament van Adam een pseudepigraaf van het Oude Testament. De eerste twee delen zijn gebaseerd op het verhaal in Genesis over de schepping en Adam en Eva. Het eerste deel heeft grote overeenkomsten met Psalm 148 dat ook over het thema van de schepping handelt. Het heeft veel gemeen met de teksten van het Leven van Adam en Eva en de gnostische Openbaring van Adam. De beschreven hemelse ordening in de Hemelse hiërachie van Pseudo-Dionysius (eind vijfde eeuw) en Het boek van de Bij van de nestoriaanse bisschop Soloman van Basra (dertiende eeuw) zijn gebaseerd op die van het Testament van Adam.